# Attie Dyserinck

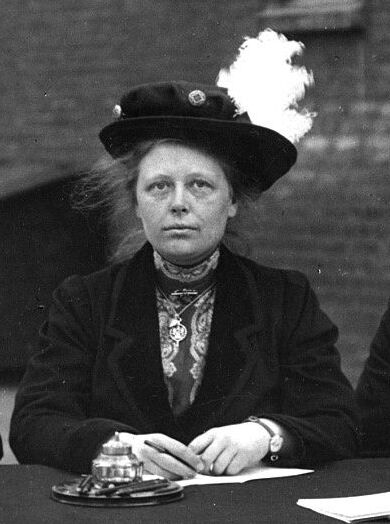
Attie Dyserinck (1914)

Adrienne Attie Gertrude Dijserinck (* 16. August 1876 in Batavia; † 26. September 1942 in Den Haag) war eine niederländische Malerin, Lehrerin und Komponistin.

## Leben und Werk
Attie Dijserinck wurde am 16. August 1876 in Jakarta geboren. Sie war die Tochter des Konteradmirals und Politikers Hendrik Dyserinck und Aletta Maria van der Willigen (1847–1888), der als Marineoffizier zu der Zeit dort stationiert war. 1886 wurde er stellvertretender Direktor der Marine in Willemsoord Den Helder und zwei Jahre später Marineminister. Sie war eine Nichte von Welmoet Wijnaendts Francken-Dyserinck, Journalistin und Frauenrechtlerin. Sie studierte an der Koninklijke Academie van Beeldende Kunsten in Den Haag und war Mitglied der Schilderessenvereniging ODIS. Nach 1899 unterrichtete sie an der Koninklijke Academie van Beeldende Kunsten. Neben der Malerei nahm Dijserinck auch Unterricht bei Antonie Ackermann, Lehrerin am Royal Conservatory. 1905 erhielt sie vom Konservatorium die Fock-Medaille für ihr Orgelspiel. Sie komponierte Musik zu Texten von Guido Gezelle, schrieb für Frauenchöre und veröffentlichte unter anderem eine Liedersammlung für die liberale Sonntagsschule. Sie war außerdem Sekretärin der Kommission zur Verbesserung des Volksgesangs.
Attie Dijserinck starb am 26. September 1942 in Den Haag.